# Nicolae Paulescu
Pour les articles homonymes, voir Paulescu.
Nicolae Constantin Paulescu (parfois francisé en Nicolas Paulesco) , né le 8 novembre 1869 à Bucarest en Roumanie, décédé le 19 juillet 1931 était un professeur roumain en médecine et en physiologie.

## Biographie
Il étudia la médecine à Paris entre 1888 et 1900, notamment avec Étienne Lancereaux (1827-1910) qui avait suggéré un lien entre le pancréas et le diabète des années auparavant. En 1897, il obtient un doctorat en médecine avec une thèse intitulée « Recherches sur la structure de la rate ». Il étudie en même temps la chimie et la physiologie à la faculté des sciences de Paris et obtient également un titre de docteur en sciences.
Il retourne en Roumanie en 1900 et il est nommé professeur de physiologie à la faculté de médecine de Bucarest, où il travaillera jusqu'à 1931. Il devient membre de l'Académie roumaine.
En 1911, il commence à entreprendre des recherches sur le diabète. Il parvient à fabriquer un extrait pancréatique dérivé de pancréas animal, et à démontrer que la substance contenue dans cet extrait, qu'il appelle pancréine, peut diminuer la glycémie et les cétones et augmenter le glycogène du foie. Ses expériences se font sur des chiens diabétiques, et il ne passe pas à l'expérimentation sur l'homme.
Ses recherches sont interrompues en 1916 par la Première Guerre mondiale et l'occupation allemande de Bucarest. Il ne peut publier ses résultats que cinq ans plus tard, en 1921.
En mars 1921, il fait un rapport sur ses recherches, et notamment sur l'isolation de la pancréine à la Société de biologie de Bucarest. En août 1921, il publie ses résultats en français dans les Archives Internationale de physiologie, de biochimie et de biophysique dans un article intitulé « Recherches sur le rôle du pancréas dans l’assimilation nutritive ». Le 10 avril 1922, il dépose un brevet roumain intitulé « La pancréine et le procédé de sa fabrication », brevet no 6254.
Les Canadiens Frederick Banting  (1891-1941) et John James Richard Macleod (1899-1978) font la première injection d'insuline à un patient humain le 11 janvier 1922. Un an plus tard l'insuline est produite industriellement à des fins médicales.
Malgré ses travaux de pionnier dans la découverte de l'insuline, Paulescu n'aura jamais de reconnaissance internationale de son vivant, en raison de ses idées politiques influencées par Édouard Drumont et Charles Maurras, et qui influencèrent à leur tour les mouvements roumains d'extrême-droite, comme la Garde de fer.

Drapeau tricolore à la swastika - le drapeau de l'Union nationale chrétienne de Paulescu

L'inauguration de son buste, prévue le 27 août 2003 à l'Hôtel-Dieu de Paris a été annulée à la suite de la protestation d'organisations juives,.
Paulescu a rédigé et édité en Roumanie des brochures antisémites et antimaçonniques, et a fondé en 1919 une « Sentinelle de la conscience nationale », qui deviendra en 1922 l'« Union nationale chrétienne » dont les objectifs essentiels sont l'expulsion des juifs roumains vers la Palestine, le regroupement forcé des Roms dans des « zones de travail » et la mise à l'index des francs-maçons. L'UNC se transforme en « Ligue de défense nationale-chrétienne » (LANC) un an plus tard. Après une scission en 1927, ce parti antisémite donne naissance à la Garde de fer qui accédera au pouvoir en 1940 et promulguera une législation dictatoriale, raciste et antisémite.

## Œuvres et publications
- L'Hypophyse du cerveau. I. Physiologie, Vigot (Paris), 1908, Texte intégral.
- Fiziologia Filozofică: Instincte Sociale - patimi si conflicte - remedii morale ("Philosophic Physiology: Social Instincts - passion and conflict - moral remedies"), 1910
- Philosophic Physiology Fiziologia Filozofică: Spitalul, Coranul, Talmudul, Cahalul, Franc-Masoneria ("Philosophic Physiology: The Hospital, the Koran, the Talmud, the Kahal and Freemasonry"), 1813
- Fiziologia Filozofică: Sinagoga şi biserica faţă de pacificarea omenirii ["Philosophic Physiology: Synagogue and Church towards the pacification of mankind"] (1923)
- Complot jidano-francmasonic împotriva neamului Românesc ["The Judeo-Masonic Plot against the Romanian People"] (1924)
- Jidanii şi Alcoolismul ["Jews and Alcoholism"] (1927)
- Degenerarea rasei jidoveşti ["The Degeneration of the Jewish Race"] (1928)
- Desfrâul Jidanilor ["Jewish Debauchery"] (1928)
- Tălmăcirea apocalipsului, soarta viitoare a jidănimii ["Interpretation of Revelation, the future fate of the Jews"] (1931)